# دانیل سولاس
دانیل سولاس (انگلیسی: Daniel Solas؛ زادهٔ ۱۷ سپتامبر ۱۹۴۶) بازیکن فوتبال اهل فرانسه است.
از باشگاه‌هایی که در آن بازی کرده‌است می‌توان به باشگاه فوتبال کان، باشگاه فوتبال باستیا، باشگاه فوتبال پاریس اف سی، و باشگاه فوتبال پاری سن ژرمن اشاره کرد.
وی همچنین در تیم ملی فوتبال زیر ۲۱ سال فرانسه بازی کرده‌است.